# چه بر سر وحشی سفید آمد
چه بر سر وحشی سفید آمد (به انگلیسی: What Became of the White Savage) (با نام اصلی: Ce qu'il advint du sauvage blanc) رمانی نوشتهٔ فرانسوا گارد محصول سال ۲۰۱۵ است.